# Басколь (Акмолинская область)
Басколь (каз. Баскөл) — упраздненное село в Шортандинском районе Акмолинской области Казахстана. Входило в состав Пригородного сельского округа. Код КАТО — 116849105.

## География
Село располагалось в северо-западной части района, на расстоянии примерно 38 километров (по прямой) к северо-западу от административного центра района — посёлка Шортанды, в 12 километрах к востоку от административного центра сельского округа — села Пригородное.
Абсолютная высота — 325 метров над уровнем моря.
Ближайшие населённые пункты: село Пригородное — на западе, село Гуляйполе — на востоке.

## История
В 2009 г. переведено в категорию иных поселений, включено в состав села Пригородное.

## Население
В 1989 году население села составляло 171 человек (из них казахи — 61%).

В 1999 году население села составляло 115 человек (60 мужчин и 55 женщин). По данным переписи 2009 года, в селе проживало 18 человек (10 мужчин и 8 женщин).
| Численность населения | Численность населения | Численность населения |
| 1989                  | 1999                  | 2009                  |
| --------------------- | --------------------- | --------------------- |
| 171                   | ↘115                  | ↘18                   |